# Tom Everett Scott

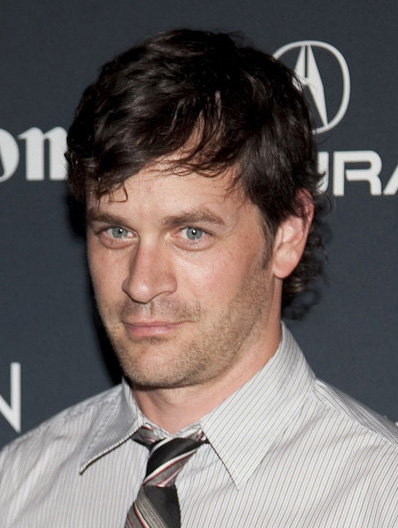
Tom Everett Scott (2010)

Tom Everett Scott (* 7. September 1970 in East Bridgewater, Massachusetts, USA) ist ein US-amerikanischer Schauspieler.

## Leben und Karriere
Nach seinem High-School-Abschluss studierte er zunächst Kommunikationswissenschaft an der Syracuse University, doch im zweiten Studienjahr besuchte er eine Theateraufführung, die ihn dazu inspirierte, seine Fachrichtung zu ändern und Schauspiel zu studieren.
Nach dem Examen zog er nach New York City und verdiente sich seinen Lebensunterhalt zunächst als Kellner, bis er 1996 die Hauptrolle in der Musikkomödie That Thing You Do!, dem Regiedebüt des Hollywoodstars Tom Hanks, erhielt. Es folgten Nebenrollen in Serien wie Emergency Room – Die Notaufnahme und Hauptrollen in den Kinofilmen American Werwolf in Paris (1997) und Familiensache mit Renée Zellweger. In der kurzlebigen Serie Do Over – Zurück in die 80er (2002/2003) spielte er das 34-jährige Ich des Protagonisten Joel Larsen und war so auch die Erzählerstimme. In den Jahren 2009 bis 2011 war er in der Fernsehserie Southland zu sehen. Scott ist auch als Synchronsprecher aktiv.
Tom Everett Scott ist seit 1997 verheiratet und hat zwei Kinder.

## Filmografie (Auswahl)
- 1996: That Thing You Do!
- 1997: American Werewolf in Paris (An American Werewolf in Paris)
- 1998: Dead Man On Campus
- 1998: Familiensache (One True Thing)
- 1999: Der Liebesbrief (The Love Letter)
- 1999: Wer Sturm sät (Inherit the Wind)
- 2000: Risiko – Der schnellste Weg zum Reichtum (Boiler Room)
- 2001–2002: Philly (Fernsehserie, 22 Folgen)
- 2002: Party Animals – Wilder geht’s nicht! (National Lampoon’s Van Wilder)
- 2002–2003: Emergency Room – Die Notaufnahme (ER, Fernsehserie, 8 Folgen)
- 2006: Air Buddies – Die Welpen sind los (Air Buddies, Stimme)
- 2007: Von Frau zu Frau (Because I Said So)
- 2009: Die Jagd zum magischen Berg (Race to Witch Mountain)
- 2009: Die Mädchen von Tanner Hall (Tanner Hall)
- 2009: Law and Order
- 2011: Milo und Mars (Mars Needs Moms)
- 2009–2013: Southland (Fernsehserie, 17 Folgen)
- 2012: Die Bestimmer – Kinder haften für ihre Eltern (Parental Guidance)
- 2012: Santa Pfote 2 – Die Weihnachts-Welpen (Santa Paws 2: The Santa Pups, Stimme)
- 2013: Battleforce – Angriff der Alienkrieger (Independence Daysaster) (Fernsehfilm)
- 2013–2014: Beauty and the Beast (Fernsehserie, 5 Folgen)
- 2014: Z Nation (Fernsehserie, 6 Folgen)
- 2015: Criminal Minds (Fernsehserie, eine Folge)
- 2015–2016: Reign (Fernsehserie, 6 Folgen)
- 2015–2016: Scream (Fernsehserie, 4 Folgen)
- 2016: La La Land
- 2017: Zu guter Letzt (The Last Word)
- 2017: Gregs Tagebuch – Böse Falle! (Diary of a Wimpy Kid: The Long Haul)
- 2017–2019: Tote Mädchen lügen nicht (13 Reasons Why, Fernsehserie, 8 Folgen)
- 2016–2019: Elementary (Fernsehserie, zwei Folgen)
- 2020: Clouds
- 2021: Finding You
- seit 2022: Der Sommer, als ich schön wurde (The Summer I Turned Pretty, Fernsehserie)